# Lubizhdë
Lubizhdë / Ljubižda (cyr. Љубижда) – wieś w Kosowie, w regionie Prizren, w gminie Malishevë/Mališevo. W 2011 roku liczyła 1641 mieszkańców. 